# Super Copa Gaúcha 2016
In 2016 werd de vierde editie van de Super Copa Gaúcha  gespeeld voor voetbalclubs uit de Braziliaanse staat Rio Grande do Sul. De competitie werd georganiseerd door de FGF en werd gespeeld van 9 tot 20 november. Internacional werd kampioen en plaatste zich zo voor de Recopa Gaúcha 2017 en de Copa do Brasil 2017, omdat Internacional zich hier al als staatskampioen voor geplaatst had ging deze plaats naar vicekampioen Ypiranga.  

## Deelnemers
Omdat er dit jaar geen Copa FGF gespeeld werd, werd van de drie verliezende finalisten het puntengemiddelde berekend waaruit Ypiranga als beste verliezer uit de bus kwam.
| Club                | Stad          | Gekwalificeerd als                                  | Deelnames |
| ------------------- | ------------- | --------------------------------------------------- | --------- |
| São José            | Porto Alegre  | Kampioen Campeonato da Região Metropolitana 2016    | 2ª        |
| Caxias              | Caxias do Sul | Kampioen Campeonato da Região Serrana de 2016       | 1ª        |
| Ypiranga de Erechim | Erechim       | Vicekampioen Campeonato da Região Serrana de 2016   | 1ª        |
| Internacional       | Porto Alegre  | Kampioen Campeonato da Região Sul-Fronteira de 2015 | 2ª        |

## Eindronde
|  | halve finale        | halve finale | halve finale | halve finale |  |                     | finale | finale | finale | finale |
|  |                     |              |              |              |  |                     |        |        |        |        |
|  |                     |              |              |              |  |                     |        |        |        |        |
|  | São José            | 0            | 0            | 0 (7)        |  |                     |        |        |        |        |
|  | Ypiranga de Erechim | 0            | 0            | 0 (8)        |  |                     |        |        |        |        |
|  |                     |              |              |              |  | Ypiranga de Erechim | 1      | 1      | 2      |        |
|  |                     |              |              |              |  | Internacional       | 1      | 2      | 3      |        |
|  | Internacional       | 3            | 0            | 3            |  |                     |        |        |        |        |
|  | Caxias              | 1            | 1            | 2            |  |                     |        |        |        |        |

## Kampioen
| Super Copa Gaúcha de 2016         |
| Porto Alegre                      |
| --------------------------------- |
| INTERNACIONAL Kampioen (1° titel) |